# Gotteskrieger
Als Gotteskrieger (teilweise getrennt geschrieben: ‚Gottes Krieger‘; weibliche Wortform Gotteskriegerin) werden Menschen bezeichnet, die Kriege oder allgemein Waffengewalt befürworten, um den Einfluss ihrer Religion auszubauen, zu festigen oder zu verteidigen. 

## Wortgeschichte und Wortgebrauch
Wann der Ausdruck „Gotteskrieger“ zum ersten Mal verwendet wurde, ist unklar. Nachweislich ist er spätestens im 16. Jahrhundert gebräuchlich, beispielsweise bei Martin Luther („.. sondern weil wir Gotteskrieger sind“). Spätestens im 19. Jahrhundert findet er Eingang in poetische Texte (.. „Aber weh, mich trifft ihr Zorn, / Und den kühnen Gotteskrieger / Trifft, verschmäht, sie vielgestaltig ..“). In der historischen Literatur wird der Ausdruck oft im Zusammenhang mit den Kreuzfahrern verwendet („Die Kreuzfahrer waren nicht als Europäer unterwegs, sondern als christliche Ritter und Gotteskrieger ..“). 

## Gotteskrieger versus Mudschahedin
Das Wort wurde in vielen deutschsprachigen Medien während des afghanischen Bürgerkriegs als Synonym für Mudschahedin verwendet. In der Folge der Terrorakte vom 11. September 2001 kam es wieder in Verwendung; nun mit einer negativen Konnotation für die islamistisch motivierten Täter. Der Duden, der den Ausdruck 2004 aufnahm, definiert Gotteskrieger als „jemand, der kriegerische, terroristische Handlungen begeht, um religiöse, meist islamistische Ziele zu verfolgen, und seinem Glauben nach dafür im Jenseits belohnt wird“.

## Unwort des Jahres
Es wurde zum deutschen Unwort des Jahres 2001 gewählt. Die Jury der Gesellschaft für deutsche Sprache begründete ihre Entscheidung damit, dass „kein Glaube an einen Gott gleich welcher Religion […] einen Krieg oder gar Terroranschläge rechtfertigen“ könne. Die Bezeichnung, so die Jury, hätte für die Kämpfer der afghanischen Taliban beziehungsweise des Terrornetzwerkes Al-Qaida tabu sein müssen und offenbare, dass es an kritischer Distanz zum pseudoreligiösen Anspruch fehle. Auf den weiteren Plätzen folgten „Kreuzzug“ für die US-amerikanischen Gegenschläge nach den Terroranschlägen vom 11. September und die Bezeichnung „Topterrorist“, die für den damals gesuchten Al-Qaida-Gründer Osama bin Laden „extrem verharmlosend“ sei.